# Robert Sauer
Robert Max Friedrich Sauer (Pommersfelden, 16 de setembro de 1898 – Munique, 22 de agosto de 1970) foi um matemático alemão. De 1954 a 1956 foi reitor da Universidade Técnica de Munique e de 1964 a 1970 presidente da Academia de Ciências da Baviera.

## Obras
- Die allgemeinen quadratischen Abbildungen, dargestellt durch geradlinige Dreiecksnetze. In: Mathematische Annalen. 106, 1932, p. 722–754.
- Streifenmodelle und Stangenmodelle zur Differentialgeometrie der Drehflächen, Schraubenflächen und Regelflächen[ligação inativa]. In: Mathematische Zeitschrift. 48, 1942, p. 455–466.
- Theoretische Einführung in die Gasdynamik. Springer, Berlin 1943.
- Anfangswertprobleme bei partiellen Differentialgleichungen. Springer, Berlin/Göttingen/Heidelberg 1952.
- Ingenieur-Mathematik. 2 Bände. Springer, Berlin/Göttingen/Heidelberg
  - Vol. 1: Differential- und Integralrechnung. 1959.
  - Vol. 2: Differentialgleichungen und Funktionentheorie. 1961.
- Leistungsfähigkeit von Automaten und Grenzen ihrer Leistungsfähigkeit. Vortrag. Carl-Friedrich-von-Siemens-Stiftung, München 1966.
- Nichtstationäre Probleme der Gasdynamik. Springer, Berlin/Heidelberg/New York 1966.
- com István Szabó (Ed.): Mathematische Hilfsmittel des Ingenieurs. 4 Teile. Springer, Berlin/Heidelberg/New York 1967–1970 (darin von Sauer Geometrie em 3 Volumes).
- Differenzengeometrie. Springer, Berlin/Heidelberg/New York 1970.